# Lista över fornlämningar i Gotlands kommun (Gammelgarn)
Lista över fornlämningar i Gotlands kommun (Gammelgarn) är en förteckning av ett urval av de fornlämningar som finns i Gammelgarn i Gotlands kommun.
| Namn             | Lämningstyp                      | Tillkomsttid | Historisk indelning | Plats | Läge                 | ID-nr          | Bild                                      |
| ---------------- | -------------------------------- | ------------ | ------------------- | ----- | -------------------- | -------------- | ----------------------------------------- |
| Gammelgarn 1:1   | Stensättning                     |              | Gammelgarn, Gotland |       | 57.410342, 18.790135 | 10092100010001 | Ladda upp en bild av detta fornminne      |
| Gammelgarn 1:2   | Stensättning                     |              | Gammelgarn, Gotland |       | 57.410634, 18.789546 | 10092100010002 | Ladda upp en bild av detta fornminne      |
| Gammelgarn 1:3   | Stensättning                     |              | Gammelgarn, Gotland |       | 57.410679, 18.789852 | 10092100010003 | Ladda upp en bild av detta fornminne      |
| Gammelgarn 3:1   | Stensättning                     |              | Gammelgarn, Gotland |       | 57.425624, 18.783895 | 10092100030001 | Ladda upp en bild av detta fornminne      |
| Gammelgarn 4:1   | Husgrund, förhistorisk/medeltida |              | Gammelgarn, Gotland |       | 57.424594, 18.781182 | 10092100040001 | Ladda upp en bild av detta fornminne      |
| Gammelgarn 5:1   | Stensättning                     |              | Gammelgarn, Gotland |       | 57.428468, 18.802073 | 10092100050001 | Ladda upp en bild av detta fornminne      |
| Gammelgarn 5:2   | Stensättning                     |              | Gammelgarn, Gotland |       | 57.428607, 18.801957 | 10092100050002 | Ladda upp en bild av detta fornminne      |
| Gammelgarn 6:1   | Stensättning                     |              | Gammelgarn, Gotland |       | 57.433086, 18.790765 | 10092100060001 | Ladda upp en bild av detta fornminne      |
| Gammelgarn 6:2   | Stensättning                     |              | Gammelgarn, Gotland |       | 57.432666, 18.791025 | 10092100060002 | Ladda upp en bild av detta fornminne      |
| Gammelgarn 7:1   | Gravfält                         |              | Gammelgarn, Gotland |       | 57.439376, 18.799794 | 10092100070001 | Ladda upp en bild av detta fornminne      |
| Gammelgarn 8:1   | Stensättning                     |              | Gammelgarn, Gotland |       | 57.442765, 18.785473 | 10092100080001 | Ladda upp en bild av detta fornminne      |
| Gammelgarn 8:2   | Stensättning                     |              | Gammelgarn, Gotland |       | 57.442763, 18.785248 | 10092100080002 | Ladda upp en bild av detta fornminne      |
| Gammelgarn 9:1   | Gravfält                         |              | Gammelgarn, Gotland |       | 57.429079, 18.817179 | 10092100090001 | Ladda upp en till bild av detta fornminne |
| Gammelgarn 10:1  | Hög                              |              | Gammelgarn, Gotland |       | 57.426985, 18.817350 | 10092100100001 | Ladda upp en bild av detta fornminne      |
| Gammelgarn 10:2  | Husgrund, förhistorisk/medeltida |              | Gammelgarn, Gotland |       | 57.426870, 18.817807 | 10092100100002 | Ladda upp en bild av detta fornminne      |
| Gammelgarn 12:1  | Husgrund, förhistorisk/medeltida |              | Gammelgarn, Gotland |       | 57.423915, 18.815856 | 10092100120001 | Ladda upp en bild av detta fornminne      |
| Gammelgarn 12:2  | Husgrund, förhistorisk/medeltida |              | Gammelgarn, Gotland |       | 57.424107, 18.816262 | 10092100120002 | Ladda upp en bild av detta fornminne      |
| Gammelgarn 12:4  | Husgrund, förhistorisk/medeltida |              | Gammelgarn, Gotland |       | 57.423725, 18.815833 | 10092100120004 | Ladda upp en bild av detta fornminne      |
| Gammelgarn 13:1  | Stenkrets                        |              | Gammelgarn, Gotland |       | 57.425625, 18.815922 | 10092100130001 | Ladda upp en bild av detta fornminne      |
| Gammelgarn 13:2  | Grav markerad av sten/block      |              | Gammelgarn, Gotland |       | 57.425342, 18.816056 | 10092100130002 | Ladda upp en bild av detta fornminne      |
| Gammelgarn 14:1  | Husgrund, förhistorisk/medeltida |              | Gammelgarn, Gotland |       | 57.421741, 18.815361 | 10092100140001 | Ladda upp en bild av detta fornminne      |
| Gammelgarn 15:1  | Hällristning                     |              | Gammelgarn, Gotland |       | 57.422917, 18.813675 | 11100000000458 | Ladda upp en bild av detta fornminne      |
| Gammelgarn 15:2  | Hällristning                     |              | Gammelgarn, Gotland |       | 57.422842, 18.813684 | 11100000000459 | Ladda upp en bild av detta fornminne      |
| Gammelgarn 16:1  | Husgrund, förhistorisk/medeltida |              | Gammelgarn, Gotland |       | 57.409634, 18.805871 | 10092100160001 | Ladda upp en bild av detta fornminne      |
| Gammelgarn 17:1  | Husgrund, förhistorisk/medeltida |              | Gammelgarn, Gotland |       | 57.410381, 18.806090 | 10092100170001 | Ladda upp en bild av detta fornminne      |
| Gammelgarn 17:2  | Grav markerad av sten/block      |              | Gammelgarn, Gotland |       | 57.410319, 18.805822 | 10092100170002 | Ladda upp en bild av detta fornminne      |
| Gammelgarn 18:1  | Husgrund, förhistorisk/medeltida |              | Gammelgarn, Gotland |       | 57.411458, 18.806830 | 10092100180001 | Ladda upp en bild av detta fornminne      |
| Gammelgarn 19:1  | Gravfält                         |              | Gammelgarn, Gotland |       | 57.427001, 18.797930 | 10092100190001 | Ladda upp en bild av detta fornminne      |
| Gammelgarn 20:1  | Gravfält                         |              | Gammelgarn, Gotland |       | 57.425694, 18.805915 | 10092100200001 | Ladda upp en bild av detta fornminne      |
| Gammelgarn 22:1  | Grav markerad av sten/block      |              | Gammelgarn, Gotland |       | 57.428166, 18.828477 | 10092100220001 | Ladda upp en till bild av detta fornminne |
| Gammelgarn 23:1  | Stensättning                     |              | Gammelgarn, Gotland |       | 57.407830, 18.823477 | 10092100230001 | Ladda upp en bild av detta fornminne      |
| Gammelgarn 24:1  | Stensättning                     |              | Gammelgarn, Gotland |       | 57.408316, 18.824323 | 10092100240001 | Ladda upp en bild av detta fornminne      |
| Gammelgarn 25:1  | Gravfält                         |              | Gammelgarn, Gotland |       | 57.406389, 18.810011 | 10092100250001 | Ladda upp en bild av detta fornminne      |
| Gammelgarn 27:1  | Stensättning                     |              | Gammelgarn, Gotland |       | 57.406648, 18.813451 | 10092100270001 | Ladda upp en bild av detta fornminne      |
| Gammelgarn 27:2  | Stensättning                     |              | Gammelgarn, Gotland |       | 57.406529, 18.813617 | 10092100270002 | Ladda upp en bild av detta fornminne      |
| Gammelgarn 28:1  | Gravfält                         |              | Gammelgarn, Gotland |       | 57.406768, 18.812257 | 10092100280001 | Ladda upp en bild av detta fornminne      |
| Gammelgarn 29:1  | Röse                             |              | Gammelgarn, Gotland |       | 57.408262, 18.814266 | 10092100290001 | Ladda upp en bild av detta fornminne      |
| Gammelgarn 29:2  | Röse                             |              | Gammelgarn, Gotland |       | 57.408253, 18.813876 | 10092100290002 | Ladda upp en bild av detta fornminne      |
| Gammelgarn 29:3  | Röse                             |              | Gammelgarn, Gotland |       | 57.408474, 18.813939 | 10092100290003 | Ladda upp en bild av detta fornminne      |
| Gammelgarn 29:4  | Röse                             |              | Gammelgarn, Gotland |       | 57.408620, 18.813786 | 10092100290004 | Ladda upp en bild av detta fornminne      |
| Gammelgarn 31:1  | Stensättning                     |              | Gammelgarn, Gotland |       | 57.402567, 18.808957 | 10092100310001 | Ladda upp en bild av detta fornminne      |
| Gammelgarn 31:3  | Stensättning                     |              | Gammelgarn, Gotland |       | 57.402928, 18.809439 | 10092100310003 | Ladda upp en bild av detta fornminne      |
| Gammelgarn 31:4  | Stensättning                     |              | Gammelgarn, Gotland |       | 57.402711, 18.809010 | 10092100310004 | Ladda upp en bild av detta fornminne      |
| Gammelgarn 32:1  | Gravfält                         |              | Gammelgarn, Gotland |       | 57.402729, 18.810161 | 10092100320001 | Ladda upp en bild av detta fornminne      |
| Gammelgarn 33:1  | Hällristning                     |              | Gammelgarn, Gotland |       | 57.400830, 18.811835 | 11100000000304 | Ladda upp en bild av detta fornminne      |
| Gammelgarn 33:2  | Hällristning                     |              | Gammelgarn, Gotland |       | 57.400830, 18.811835 | 11100000000305 | Ladda upp en bild av detta fornminne      |
| Gammelgarn 33:3  | Hällristning                     |              | Gammelgarn, Gotland |       | 57.400840, 18.811364 | 11100000000306 | Ladda upp en bild av detta fornminne      |
| Gammelgarn 35:1  | Husgrund, förhistorisk/medeltida |              | Gammelgarn, Gotland |       | 57.400262, 18.818344 | 10092100350001 | Ladda upp en bild av detta fornminne      |
| Gammelgarn 36:1  | Hällristning                     |              | Gammelgarn, Gotland |       | 57.400060, 18.815800 | 11100000000307 | Ladda upp en bild av detta fornminne      |
| Gammelgarn 37:1  | Stensättning                     |              | Gammelgarn, Gotland |       | 57.403244, 18.823878 | 10092100370001 | Ladda upp en bild av detta fornminne      |
| Gammelgarn 37:3  | Stensättning                     |              | Gammelgarn, Gotland |       | 57.403341, 18.824140 | 10092100370003 | Ladda upp en bild av detta fornminne      |
| Gammelgarn 37:4  | Stensättning                     |              | Gammelgarn, Gotland |       | 57.403348, 18.824294 | 10092100370004 | Ladda upp en bild av detta fornminne      |
| Gammelgarn 38:1  | Fornborg                         |              | Gammelgarn, Gotland |       | 57.403778, 18.824732 | 10092100380001 | Ladda upp en bild av detta fornminne      |
| Gammelgarn 39:1  | Stenkrets                        |              | Gammelgarn, Gotland |       | 57.391671, 18.809400 | 10092100390001 | Ladda upp en bild av detta fornminne      |
| Gammelgarn 39:2  | Stenkrets                        |              | Gammelgarn, Gotland |       | 57.391733, 18.809522 | 10092100390002 | Ladda upp en bild av detta fornminne      |
| Gammelgarn 40:1  | Röse                             |              | Gammelgarn, Gotland |       | 57.378464, 18.809444 | 10092100400001 | Ladda upp en bild av detta fornminne      |
| Gammelgarn 42:1  | Stensättning                     |              | Gammelgarn, Gotland |       | 57.395941, 18.809632 | 10092100420001 | Ladda upp en bild av detta fornminne      |
| Gammelgarn 42:3  | Stensättning                     |              | Gammelgarn, Gotland |       | 57.396237, 18.809581 | 10092100420003 | Ladda upp en bild av detta fornminne      |
| Gammelgarn 43:1  | Stensättning                     |              | Gammelgarn, Gotland |       | 57.396992, 18.806849 | 10092100430001 | Ladda upp en bild av detta fornminne      |
| Gammelgarn 44:1  | Stensättning                     |              | Gammelgarn, Gotland |       | 57.388139, 18.808435 | 10092100440001 | Ladda upp en bild av detta fornminne      |
| Gammelgarn 44:2  | Stensättning                     |              | Gammelgarn, Gotland |       | 57.387972, 18.808304 | 10092100440002 | Ladda upp en bild av detta fornminne      |
| Gammelgarn 44:3  | Hög                              |              | Gammelgarn, Gotland |       | 57.388037, 18.808100 | 10092100440003 | Ladda upp en bild av detta fornminne      |
| Gammelgarn 45:1  | Husgrund, förhistorisk/medeltida |              | Gammelgarn, Gotland |       | 57.386696, 18.807650 | 10092100450001 | Ladda upp en bild av detta fornminne      |
| Gammelgarn 46:1  | Stensättning                     |              | Gammelgarn, Gotland |       | 57.377135, 18.805818 | 10092100460001 | Ladda upp en bild av detta fornminne      |
| Gammelgarn 47:1  | Husgrund, förhistorisk/medeltida |              | Gammelgarn, Gotland |       | 57.386340, 18.791167 | 10092100470001 | Ladda upp en bild av detta fornminne      |
| Gammelgarn 47:2  | Husgrund, förhistorisk/medeltida |              | Gammelgarn, Gotland |       | 57.385869, 18.790932 | 10092100470002 | Ladda upp en bild av detta fornminne      |
| Gammelgarn 48:1  | Stensättning                     |              | Gammelgarn, Gotland |       | 57.378045, 18.803243 | 10092100480001 | Ladda upp en bild av detta fornminne      |
| Gammelgarn 48:2  | Stensättning                     |              | Gammelgarn, Gotland |       | 57.378201, 18.803410 | 10092100480002 | Ladda upp en bild av detta fornminne      |
| Gammelgarn 48:3  | Stensättning                     |              | Gammelgarn, Gotland |       | 57.378334, 18.803398 | 10092100480003 | Ladda upp en bild av detta fornminne      |
| Gammelgarn 49:1  | Gravfält                         |              | Gammelgarn, Gotland |       | 57.379305, 18.803681 | 10092100490001 | Ladda upp en bild av detta fornminne      |
| Gammelgarn 50:1  | Stensättning                     |              | Gammelgarn, Gotland |       | 57.386781, 18.782419 | 10092100500001 | Ladda upp en bild av detta fornminne      |
| Gammelgarn 50:2  | Stensättning                     |              | Gammelgarn, Gotland |       | 57.386610, 18.782160 | 10092100500002 | Ladda upp en bild av detta fornminne      |
| Gammelgarn 50:3  | Stensättning                     |              | Gammelgarn, Gotland |       | 57.386561, 18.782271 | 10092100500003 | Ladda upp en bild av detta fornminne      |
| Gammelgarn 50:4  | Stensättning                     |              | Gammelgarn, Gotland |       | 57.386711, 18.782528 | 10092100500004 | Ladda upp en bild av detta fornminne      |
| Gammelgarn 51:1  | Fornborg                         |              | Gammelgarn, Gotland |       | 57.400028, 18.746170 | 10092100510001 | Ladda upp en bild av detta fornminne      |
| Gammelgarn 51:2  | Husgrund, förhistorisk/medeltida |              | Gammelgarn, Gotland |       | 57.399702, 18.745992 | 10092100510002 | Ladda upp en bild av detta fornminne      |
| Gammelgarn 51:3  | Husgrund, förhistorisk/medeltida |              | Gammelgarn, Gotland |       | 57.399777, 18.745768 | 10092100510003 | Ladda upp en bild av detta fornminne      |
| Gammelgarn 51:4  | Husgrund, förhistorisk/medeltida |              | Gammelgarn, Gotland |       | 57.399748, 18.745536 | 10092100510004 | Ladda upp en bild av detta fornminne      |
| Gammelgarn 51:5  | Husgrund, förhistorisk/medeltida |              | Gammelgarn, Gotland |       | 57.399851, 18.745472 | 10092100510005 | Ladda upp en bild av detta fornminne      |
| Gammelgarn 51:6  | Husgrund, förhistorisk/medeltida |              | Gammelgarn, Gotland |       | 57.399596, 18.746042 | 10092100510006 | Ladda upp en bild av detta fornminne      |
| Gammelgarn 51:7  | Husgrund, förhistorisk/medeltida |              | Gammelgarn, Gotland |       | 57.399824, 18.745627 | 10092100510007 | Ladda upp en bild av detta fornminne      |
| Gammelgarn 52:1  | Stensättning                     |              | Gammelgarn, Gotland |       | 57.436999, 18.752638 | 10092100520001 | Ladda upp en bild av detta fornminne      |
| Gammelgarn 52:2  | Stensättning                     |              | Gammelgarn, Gotland |       | 57.437151, 18.752869 | 10092100520002 | Ladda upp en bild av detta fornminne      |
| Gammelgarn 53:1  | Stensättning                     |              | Gammelgarn, Gotland |       | 57.438323, 18.761195 | 10092100530001 | Ladda upp en bild av detta fornminne      |
| Gammelgarn 53:2  | Stensättning                     |              | Gammelgarn, Gotland |       | 57.438243, 18.761342 | 10092100530002 | Ladda upp en bild av detta fornminne      |
| Gammelgarn 54:1  | Gravfält                         |              | Gammelgarn, Gotland |       | 57.433596, 18.756041 | 10092100540001 | Ladda upp en bild av detta fornminne      |
| Gammelgarn 55:1  | Röse                             |              | Gammelgarn, Gotland |       | 57.428044, 18.835945 | 10092100550001 | Ladda upp en bild av detta fornminne      |
| Gammelgarn 55:2  | Stensättning                     |              | Gammelgarn, Gotland |       | 57.428226, 18.835869 | 10092100550002 | Ladda upp en bild av detta fornminne      |
| Gammelgarn 58:1  | Hög                              |              | Gammelgarn, Gotland |       | 57.407726, 18.776303 | 10092100580001 | Ladda upp en bild av detta fornminne      |
| Gammelgarn 58:3  | Stensättning                     |              | Gammelgarn, Gotland |       | 57.407667, 18.776993 | 10092100580003 | Ladda upp en bild av detta fornminne      |
| Gammelgarn 59:1  | Stensättning                     |              | Gammelgarn, Gotland |       | 57.413565, 18.811650 | 10092100590001 | Ladda upp en bild av detta fornminne      |
| Gammelgarn 60:1  | Röse                             |              | Gammelgarn, Gotland |       | 57.439710, 18.759732 | 10092100600001 | Ladda upp en bild av detta fornminne      |
| Gammelgarn 60:2  | Stensättning                     |              | Gammelgarn, Gotland |       | 57.439626, 18.759578 | 10092100600002 | Ladda upp en bild av detta fornminne      |
| Gammelgarn 60:3  | Stensättning                     |              | Gammelgarn, Gotland |       | 57.439627, 18.759895 | 10092100600003 | Ladda upp en bild av detta fornminne      |
| Gammelgarn 63:1  | Gravfält                         |              | Gammelgarn, Gotland |       | 57.410940, 18.809529 | 10092100630001 | Ladda upp en bild av detta fornminne      |
| Gammelgarn 65:1  | Röse                             |              | Gammelgarn, Gotland |       | 57.409039, 18.853227 | 10092100650001 | Ladda upp en bild av detta fornminne      |
| Gammelgarn 66:1  | Stensättning                     |              | Gammelgarn, Gotland |       | 57.401862, 18.855917 | 10092100660001 | Ladda upp en bild av detta fornminne      |
| Gammelgarn 73:1  | Stensättning                     |              | Gammelgarn, Gotland |       | 57.429671, 18.829748 | 10092100730001 | Ladda upp en bild av detta fornminne      |
| Gammelgarn 73:2  | Stensättning                     |              | Gammelgarn, Gotland |       | 57.429591, 18.829476 | 10092100730002 | Ladda upp en bild av detta fornminne      |
| Gammelgarn 74:1  | Stensättning                     |              | Gammelgarn, Gotland |       | 57.429832, 18.830642 | 10092100740001 | Ladda upp en bild av detta fornminne      |
| Gammelgarn 74:2  | Stensättning                     |              | Gammelgarn, Gotland |       | 57.429809, 18.830895 | 10092100740002 | Ladda upp en bild av detta fornminne      |
| Gammelgarn 75:1  | Stensättning                     |              | Gammelgarn, Gotland |       | 57.429448, 18.831878 | 10092100750001 | Ladda upp en bild av detta fornminne      |
| Gammelgarn 75:2  | Stensättning                     |              | Gammelgarn, Gotland |       | 57.429387, 18.832165 | 10092100750002 | Ladda upp en bild av detta fornminne      |
| Gammelgarn 75:3  | Stensättning                     |              | Gammelgarn, Gotland |       | 57.429422, 18.831632 | 10092100750003 | Ladda upp en bild av detta fornminne      |
| Gammelgarn 78:1  | Stensättning                     |              | Gammelgarn, Gotland |       | 57.437579, 18.829839 | 10092100780001 | Ladda upp en bild av detta fornminne      |
| Gammelgarn 78:2  | Stensättning                     |              | Gammelgarn, Gotland |       | 57.437638, 18.829948 | 10092100780002 | Ladda upp en bild av detta fornminne      |
| Gammelgarn 78:3  | Stensättning                     |              | Gammelgarn, Gotland |       | 57.437492, 18.830603 | 10092100780003 | Ladda upp en bild av detta fornminne      |
| Gammelgarn 79:1  | Röse                             |              | Gammelgarn, Gotland |       | 57.437524, 18.828004 | 10092100790001 | Ladda upp en bild av detta fornminne      |
| Gammelgarn 83:1  | Röse                             |              | Gammelgarn, Gotland |       | 57.435194, 18.816837 | 10092100830001 | Ladda upp en bild av detta fornminne      |
| Gammelgarn 93:1  | Stensättning                     |              | Gammelgarn, Gotland |       | 57.414612, 18.812164 | 10092100930001 | Ladda upp en bild av detta fornminne      |
| Gammelgarn 95:1  | Stensättning                     |              | Gammelgarn, Gotland |       | 57.410954, 18.828920 | 10092100950001 | Ladda upp en bild av detta fornminne      |
| Gammelgarn 96:1  | Stensättning                     |              | Gammelgarn, Gotland |       | 57.415718, 18.818395 | 10092100960001 | Ladda upp en bild av detta fornminne      |
| Gammelgarn 96:2  | Stensättning                     |              | Gammelgarn, Gotland |       | 57.415363, 18.818373 | 10092100960002 | Ladda upp en bild av detta fornminne      |
| Gammelgarn 98:1  | Stensättning                     |              | Gammelgarn, Gotland |       | 57.409935, 18.809157 | 10092100980001 | Ladda upp en bild av detta fornminne      |
| Gammelgarn 98:2  | Stensättning                     |              | Gammelgarn, Gotland |       | 57.410073, 18.808750 | 10092100980002 | Ladda upp en bild av detta fornminne      |
| Gammelgarn 98:3  | Stensättning                     |              | Gammelgarn, Gotland |       | 57.409878, 18.808979 | 10092100980003 | Ladda upp en bild av detta fornminne      |
| Gammelgarn 99:1  | Stensättning                     |              | Gammelgarn, Gotland |       | 57.406721, 18.810438 | 10092100990001 | Ladda upp en bild av detta fornminne      |
| Gammelgarn 100:1 | Stensättning                     |              | Gammelgarn, Gotland |       | 57.406423, 18.811267 | 10092101000001 | Ladda upp en bild av detta fornminne      |
| Gammelgarn 100:2 | Stensättning                     |              | Gammelgarn, Gotland |       | 57.406552, 18.811222 | 10092101000002 | Ladda upp en bild av detta fornminne      |
| Gammelgarn 100:3 | Stensättning                     |              | Gammelgarn, Gotland |       | 57.406619, 18.811191 | 10092101000003 | Ladda upp en bild av detta fornminne      |
| Gammelgarn 103:1 | Borg                             |              | Gammelgarn, Gotland |       | 57.404346, 18.803992 | 10092101030001 | Ladda upp en till bild av detta fornminne |
| Gammelgarn 111:1 | Gravfält                         |              | Gammelgarn, Gotland |       | 57.408155, 18.787837 | 10092101110001 | Ladda upp en bild av detta fornminne      |
| Gammelgarn 116:1 | Stensättning                     |              | Gammelgarn, Gotland |       | 57.407780, 18.778196 | 10092101160001 | Ladda upp en bild av detta fornminne      |
| Gammelgarn 122:1 | Stensättning                     |              | Gammelgarn, Gotland |       | 57.407766, 18.754216 | 10092101220001 | Ladda upp en bild av detta fornminne      |
| Gammelgarn 122:2 | Stensättning                     |              | Gammelgarn, Gotland |       | 57.407919, 18.754256 | 10092101220002 | Ladda upp en bild av detta fornminne      |
| Gammelgarn 122:3 | Stensättning                     |              | Gammelgarn, Gotland |       | 57.408038, 18.754119 | 10092101220003 | Ladda upp en bild av detta fornminne      |
| Gammelgarn 122:4 | Stensättning                     |              | Gammelgarn, Gotland |       | 57.408116, 18.754014 | 10092101220004 | Ladda upp en bild av detta fornminne      |
| Gammelgarn 134:2 | Husgrund, förhistorisk/medeltida |              | Gammelgarn, Gotland |       | 57.424084, 18.771260 | 10092101340002 | Ladda upp en bild av detta fornminne      |
| Gammelgarn 135:1 | Husgrund, förhistorisk/medeltida |              | Gammelgarn, Gotland |       | 57.416364, 18.792586 | 10092101350001 | Ladda upp en bild av detta fornminne      |
| Gammelgarn 135:2 | Husgrund, förhistorisk/medeltida |              | Gammelgarn, Gotland |       | 57.416650, 18.792648 | 10092101350002 | Ladda upp en bild av detta fornminne      |
| Gammelgarn 136:1 | Stensättning                     |              | Gammelgarn, Gotland |       | 57.418015, 18.795209 | 10092101360001 | Ladda upp en bild av detta fornminne      |
| Gammelgarn 136:2 | Stensättning                     |              | Gammelgarn, Gotland |       | 57.417980, 18.795371 | 10092101360002 | Ladda upp en bild av detta fornminne      |
| Gammelgarn 136:3 | Stensättning                     |              | Gammelgarn, Gotland |       | 57.417962, 18.795679 | 10092101360003 | Ladda upp en bild av detta fornminne      |
| Gammelgarn 136:4 | Röse                             |              | Gammelgarn, Gotland |       | 57.418176, 18.795930 | 10092101360004 | Ladda upp en bild av detta fornminne      |
| Gammelgarn 137:1 | Husgrund, förhistorisk/medeltida |              | Gammelgarn, Gotland |       | 57.418002, 18.794017 | 10092101370001 | Ladda upp en bild av detta fornminne      |
| Gammelgarn 143:1 | Röse                             |              | Gammelgarn, Gotland |       | 57.371504, 18.766545 | 10092101430001 | Ladda upp en bild av detta fornminne      |
| Gammelgarn 143:2 | Husgrund, förhistorisk/medeltida |              | Gammelgarn, Gotland |       | 57.371535, 18.766429 | 10092101430002 | Ladda upp en bild av detta fornminne      |
| Gammelgarn 143:3 | Stensättning                     |              | Gammelgarn, Gotland |       | 57.371437, 18.766732 | 10092101430003 | Ladda upp en bild av detta fornminne      |
| Gammelgarn 153:1 | Stensättning                     |              | Gammelgarn, Gotland |       | 57.387178, 18.782730 | 10092101530001 | Ladda upp en bild av detta fornminne      |
| Gammelgarn 154:1 | Röse                             |              | Gammelgarn, Gotland |       | 57.373856, 18.809148 | 10092101540001 | Ladda upp en bild av detta fornminne      |
| Gammelgarn 154:2 | Stensättning                     |              | Gammelgarn, Gotland |       | 57.373870, 18.808963 | 10092101540002 | Ladda upp en bild av detta fornminne      |
| Gammelgarn 154:3 | Stensättning                     |              | Gammelgarn, Gotland |       | 57.373796, 18.809038 | 10092101540003 | Ladda upp en bild av detta fornminne      |
| Gammelgarn 154:4 | Stensättning                     |              | Gammelgarn, Gotland |       | 57.373779, 18.809214 | 10092101540004 | Ladda upp en bild av detta fornminne      |
| Gammelgarn 161:1 | Stensättning                     |              | Gammelgarn, Gotland |       | 57.404888, 18.758128 | 10092101610001 | Ladda upp en bild av detta fornminne      |
| Gammelgarn 165:1 | Hällristning                     |              | Gammelgarn, Gotland |       | 57.418380, 18.795651 | 11100000000407 | Ladda upp en bild av detta fornminne      |
| Gammelgarn 165:2 | Hällristning                     |              | Gammelgarn, Gotland |       | 57.418270, 18.795559 | 11100000000408 | Ladda upp en bild av detta fornminne      |
| Gammelgarn 182   | Stensättning                     |              | Gammelgarn, Gotland |       | 57.414670, 18.748882 | 12000000062170 | Ladda upp en bild av detta fornminne      |
| Gammelgarn 184   | Husgrund, förhistorisk/medeltida |              | Gammelgarn, Gotland |       | 57.416810, 18.794295 | 12000000062172 | Ladda upp en bild av detta fornminne      |
| Gammelgarn 186   | Stensättning                     |              | Gammelgarn, Gotland |       | 57.412730, 18.753521 | 12000000062174 | Ladda upp en bild av detta fornminne      |
| Gammelgarn 187   | Gravfält                         |              | Gammelgarn, Gotland |       | 57.373539, 18.760742 | 12000000062175 | Ladda upp en bild av detta fornminne      |
| Gammelgarn 190   | Husgrund, förhistorisk/medeltida |              | Gammelgarn, Gotland |       | 57.417425, 18.788799 | 12000000062180 | Ladda upp en bild av detta fornminne      |
| Gammelgarn 193   | Stensättning                     |              | Gammelgarn, Gotland |       | 57.414683, 18.748820 | 12000000062183 | Ladda upp en bild av detta fornminne      |
| Gammelgarn 195   | Stensättning                     |              | Gammelgarn, Gotland |       | 57.414676, 18.748852 | 12000000062185 | Ladda upp en bild av detta fornminne      |
| Gammelgarn 262   | Stensättning                     |              | Gammelgarn, Gotland |       | 57.426278, 18.801763 | 12000000062840 | Ladda upp en bild av detta fornminne      |
| Gammelgarn 269   | Stensättning                     |              | Gammelgarn, Gotland |       | 57.426134, 18.801728 | 12000000062847 | Ladda upp en bild av detta fornminne      |
| Gammelgarn 271   | Stensättning                     |              | Gammelgarn, Gotland |       | 57.425992, 18.801829 | 12000000062849 | Ladda upp en bild av detta fornminne      |
| Gammelgarn 280   | Husgrund, förhistorisk/medeltida |              | Gammelgarn, Gotland |       | 57.417811, 18.793698 | 12000000062968 | Ladda upp en bild av detta fornminne      |
| Gammelgarn 328   | Kvarn                            |              | Gammelgarn, Gotland |       | 57.376987, 18.796772 | 12000000063413 | Ladda upp en bild av detta fornminne      |
| Gammelgarn 392   | Stensättning                     |              | Gammelgarn, Gotland |       | 57.439288, 18.802592 | 12000000096879 | Ladda upp en bild av detta fornminne      |
| Gammelgarn 397   | Stensättning                     |              | Gammelgarn, Gotland |       | 57.439378, 18.802632 | 12000000096884 | Ladda upp en bild av detta fornminne      |
| Gammelgarn 414   | Stensättning                     |              | Gammelgarn, Gotland |       | 57.439217, 18.802875 | 12000000096903 | Ladda upp en bild av detta fornminne      |
| Gammelgarn 418   | Stensättning                     |              | Gammelgarn, Gotland |       | 57.423386, 18.782922 | 12000000097075 | Ladda upp en bild av detta fornminne      |
| Gammelgarn 422   | Stensättning                     |              | Gammelgarn, Gotland |       | 57.423280, 18.782830 | 12000000097079 | Ladda upp en bild av detta fornminne      |
| Gammelgarn 427   | Stensättning                     |              | Gammelgarn, Gotland |       | 57.423336, 18.782768 | 12000000097084 | Ladda upp en bild av detta fornminne      |
| Gammelgarn 438   | Stensättning                     |              | Gammelgarn, Gotland |       | 57.397890, 18.807065 | 12000000097095 | Ladda upp en bild av detta fornminne      |
| Gammelgarn 442   | Stensättning                     |              | Gammelgarn, Gotland |       | 57.398964, 18.819105 | 12000000097128 | Ladda upp en bild av detta fornminne      |
| Gammelgarn 453   | Stensättning                     |              | Gammelgarn, Gotland |       | 57.398970, 18.819019 | 12000000097145 | Ladda upp en bild av detta fornminne      |